# Afghaanse Oorlog (1979-1989)
De Afghaanse Oorlog (Russisch: Афганская война; Afganskaja wojna) begon met een Sovjet-Russische intocht in Afghanistan op 24 december 1979. Deze oorlog tussen de Sovjet-Unie aan de ene en de moedjahedien (islamitische verzetsstrijders) aan de andere kant eindigde op 15 februari 1989 met de terugtrekking van de Sovjettroepen uit Afghanistan, waarna de Afghaanse Burgeroorlog uitbrak.

## Voorgeschiedenis

### Buitenlandse mogendheden
Afghanistan heeft in het verleden tot diverse invloedssferen behoord. In de 19de eeuw kwam vanuit het noorden de expansie van het Russische Rijk steeds dichterbij, met als uiteindelijke doel een zuidelijke haven aan de zee. Daarop probeerde het Britse Rijk zijn stempel op de regio te drukken, vanwege de geostrategische waarde voor de Britten omwille van een buffer voor Brits-Indië, hun kroonkolonie, tegen de tsaristische expansiepolitiek (zie The Great Game). Drie keer voerden ze oorlog tegen de sjahs van Afghanistan: de Eerste Brits-Afghaanse Oorlog (1838-1842), de Tweede Brits-Afghaanse Oorlog (1878-1880) en de Derde Brits-Afghaanse Oorlog (1919), zonder succes. Zij wisten het gebied binnen hun invloedssfeer te krijgen, maar de regering in Kabul knoopte goede relaties aan met de nieuwe Sovjet-machthebbers. Afghanistan was het eerste land dat de Sovjet-Unie erkende, in 1920. Bij de onafhankelijkheid van India en Pakistan in 1947 verdween voor Groot-Brittannië het geostrategische belang en nam de invloed van de Sovjet-Unie nog meer toe.

### Opkomst van het communisme
Van 1933 tot 1973 heerste koning Mohammed Zahir Sjah over Afghanistan. Van 1953 tot 1963 was zijn neef Mohammed Daoed Khan (ook wel: Daoud) premier onder diens regering. Na 1959 waren vrouwen niet meer verplicht een hoofddoek te dragen en  mochten zij ook studeren aan scholen en universiteiten. In 1965 werd een parlement ingevoerd na vrije verkiezingen. Tijdens deze jaren maakte de pro-communistische partij van Afghanistan, de Democratische Volkspartij van Afghanistan, sterk gelieerd aan de Sovjet-Unie, een grote groei door. Maar in 1967 kwam het tot een splijting binnen deze partij in twee groepen: de Khalq (Volkmassa) geleid door Nur Muhammad Taraki en Hafizullah Amin en de Parcham (Vlag) geleid door Babrak Karmal.
Daoed organiseerde een staatsgreep met de hulp van communistische legerofficieren. Op 17 juli 1973 kwam Daoed aan de macht, nadat hij koning Zahir Sjah afzette omwille van slechte economische omstandigheden en verdenking van corruptie. Hij riep zich uit tot president van de nieuwe republiek en maakte daarmee een einde aan de monarchie. In de regering van Daoed kwamen leden van de communistische Parchamfactie. Burgerlijke vrijheden werden opgeheven en politieke tegenstanders onderdrukt. Van zijn sociaal-economische hervormingen kwam weinig terecht. Het bewind van Daoed evolueerde naar een linkse Eenpartijstaat. De afhankelijkheid van de Sovjet-Unie was een doorn in het oog van Daoed en hij zocht toenadering tot andere islamitische landen, zoals Iran en Pakistan, maar wees het islamisme af. In 1975 verwijderde Daoed de communisten uit zijn regering. Gevoed door de slechte omstandigheden, verenigde de Democratische Volkspartij zich weer, onder druk van de Sovjet-Unie.
Daoed werd afgezet bij de communistische staatsgreep van 27 april 1978. Hij en een groot deel van zijn familie werden daarop op 27 april 1978 vermoord door partijleden.. De secretaris-generaal van de partij, Nur Muhammad Taraki, werd vervolgens premier en president. Na de staatsgreep werden ongeveer 10.000 aanhangers van de oude regering vermoord door de communisten. Ongeveer 14.000 tot 20.000 mensen werden in de gevangenis gegooid. Taraki's hervormingen waren eveneens geen succes, waardoor hij het premierschap moest afstaan aan zijn voormalige medebestuurder van de Khalq, de radicalere Hafizullah Amin. Het verzet nam echter nog altijd toe, waardoor Taraki in Moskou vernam dat Amin moest worden geëlimineerd. Amin rook onraad en liet Taraki wurgen, na zijn terugkeer uit de Sovjet-Unie.
De communistische regering greep met harde hand in om structurele veranderingen door te voeren in het traditionele leven van de Afghaanse samenleving. Dat traditionele leven werd beschouwd als verouderd en als een obstakel voor de vooruitgang. Ze wilde het grootgrondbezit aanpakken en schulden en hypotheken gerelateerd aan agrarische productie werden afgeschaft en antireligieuze propaganda werd verspreid. In juli 1978 waren de eerste opstanden. De communistische regering en diens Sovjetadviseurs gebruikten grootschalig geweld. In maart 1979 werden 1.700 mannen en jongens van het dorp Kerala in de provincie Kunar samengebracht op het dorpsplein en met machinegeweren doodgeschoten door regeringstroepen. De lijken en gewonden werden in drie massagraven gegooid en begraven met bulldozers. De vrouwen konden enige tijd de grond zien bewegen van de gewonden die probeerden aan het graf te ontkomen.
Desalniettemin raakte Amin het gezag kwijt aan de moedjahedien, een islamitische verzetsbeweging. De steun uit de Sovjet-Unie werd uitgebreid, in maart 1979 werden verschillende MiGs die hun basis hadden in de Sovjet-Unie gebruikt om Herat te bombarderen, dat in handen was van anticommunistische strijders. Het bombardement en de inname van de stad door de landmacht daarna leidde tot de dood van 5.000 tot 25.000 mensen – op een totale bevolking van 200.000. De aanval op Herat leidde tot grote opstanden in het gehele land. Hierdoor werd de steun uit de Sovjet-Unie geïntensiveerd. In de gevangenis van Pul-e-Charkhi werden honderden mensen per dag vermoord, sommigen levend begraven in latrines. In september 1979 erkende de gevangenisdirectie dat meer dan 12.000 gevangenen waren vermoord.

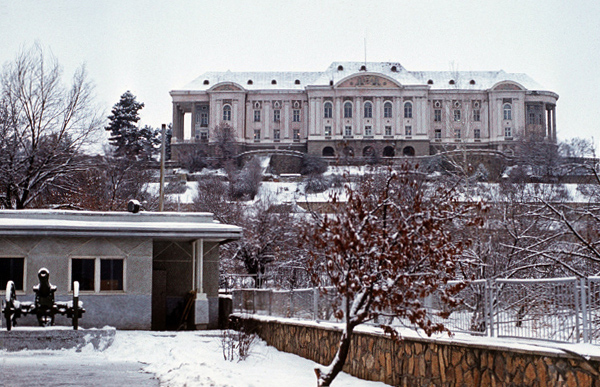
Hoofdkwartier van de Sovjets in Kaboel in 1987 (foto: Michail Jevstafjev)

## De Sovjetinterventie
De kern van het Politburo (Aleksej Kosygin, Konstantin Tsjernenko en Joeri Andropov) stelde voor om over te gaan tot een koerswijziging. Leonid Brezjnev stemde hiermee in, maar het is onduidelijk wanneer. Op 24 december 1979 vond de interventie van de Sovjet-Unie plaats in Afghanistan. Amin was hier vooraf van op de hoogte en had toegestemd (Braithwaite 2011, p. 87). Een Sovjetkok probeerde Amin te vergiftigen, maar dat mislukte, doordat hij Coca-Cola dronk, waarvan het zuur op het gif inwerkte. Daarom beschoten Sovjettroepen die het paleis moesten beschermen zelf het paleis van Amin. Hij werd dood teruggevonden in de bar op de derde verdieping. De volgzamere Babrak Karmal kwam aan de macht. Zijn opwaardering van de islam bleek niet voldoende. Bovendien was de aanwezigheid van de atheïstische Sovjetsoldaten een reden te meer om verzet te plegen.
De CIA steunde de opstandelingen met wapens die ze via de geheime dienst van Pakistan leverden. Dit was een anticommunistische politiek van adviseur veiligheid Zbigniew Brzeziński en later Ronald Reagan. De opstandelingen kregen eerst Britse Lee-Enfield geweren, antitankwapens en uiteindelijk Stinger-raketten, die een infanterist vanaf de schouder kon afvuren om helikopters of vliegtuigen uit de lucht te schieten. De CIA leverde voor een miljard Amerikaanse dollar aan wapens.
Gedurende de negen jaar oorlog wisten het Sovjetleger en de Afghaanse regering niet meer grondgebied te controleren dan 20 procent van het land. Officieel moesten de Afghanen de interventie van de Sovjet-Unie betalen met grondstoffen. Er werden in totaal meer dan 600.000 Sovjetmanschappen naar het land gestuurd, van wie er 14.751 sneuvelden. Het Sovjetleger bleek niet in staat de moedjahedien te verslaan. De Verenigde Staten wantrouwden de Sovjet-Unie, omdat Afghanistan hen dichter bij de oliebronnen bracht. Een veroordeling van de Verenigde Naties maakte het nog moeilijker.
De machtsovername van Michail Gorbatsjov leidde tot de terugtrekking uit Afghanistan. In zijn boek Perestrojka schrijft Michail Gorbatsjov in 1987 dat de invasie als doel had "om de middeleeuwse patronen te doorbreken" om zo "de politieke en sociale instituties te moderniseren en de vooruitgang in een hogere versnelling te brengen". Ook schreef hij: "Wij willen onze soldaten zo snel mogelijk weer thuis hebben (...) De Sovjet-Unie wil dat Afghanistan onafhankelijk, soeverein en niet gebonden is, zoals voorheen. Het is het soevereine recht van de Afghaanse staat om te beslissen welke weg hij zal bewandelen, welke regering er komt en welke ontwikkelingsprogramma's doorgevoerd zullen worden. De Amerikaanse inmenging vertraagt de terugtrekking van onze troepen en staat de invoering van de nationale verzoeningspolitiek in de weg en zodoende de oplossing voor de gehele Afghaanse kwestie." Pas in 1989 trok de Sovjet-Unie zich terug. Op hun terugtocht vielen ze op wens van de centrale regering de noordelijke militie van Achmed Sjah Massoud aan, hoewel deze vrije aftocht was beloofd.
De oorlog zorgde voor vijf miljoen vluchtelingen naar Pakistan en Iran. Naar schatting kwamen 1,5 miljoen tot 2 miljoen mensen om het leven – waarvan 90% burgers.

## Na de oorlog
Na de oorlog zorgde de verdeeldheid in Afghanistan onder de moedjahedien voor een burgeroorlog. In 1996 kwamen de taliban aan de macht en stabiliseerde de toestand grotendeels. Na de aanslagen op 11 september 2001 werden de taliban door de Amerikanen ervan beschuldigd steun te verlenen aan Al Qaida, de terroristische beweging van Osama bin Laden en besloten de Amerikanen en hun bondgenoten tot een oorlog tegen de taliban. De multinationale troepenmacht ISAF helpt bij het democratiseringsproces.